# Manuel Valls Bernat
Pour les articles homonymes, voir Valls (homonymie) et Manuel Valls (homonymie).
Manuel Valls Bernat, né en 1952 à Barcelone, est un producteur, scénariste de cinéma et écrivain espagnol.

## Biographie
Il commence comme producteur et scénariste de cinéma et de télévision, avant de se tourner vers l'écriture. S'exprimant en catalan et en espagnol, il écrit principalement des livres de littérature jeunesse. Il affirme s'être consacré à un public jeune parce que cela lui sert à « vider les mille histoires qui [lui] viennent constamment à la tête. »
Ses ouvrages sont étudiés dans les écoles espagnoles, dans celles des pays d'Amérique latine ainsi que dans les écoles et les cours supérieurs allemands.

## Scénarios
- 1971 : Bluff, court-métrage d'Alberto Trullols.
- 1988 : 
  - Blue gin, scénario avec Santiago Lapeira, avec Ovidi Montllor.
  - És quan dormo que hi veig clar, de Jordi Cadena i Casanovas (ca), inspiré de l'œuvre de Josep Vicenç Foix.
- 1991: Els papers d'Aspern, de Jordi Cadena, inspiré de l'œuvre du même nom d'Henry James.
- 2006 : Faltas leves, scénario avec Sandra Sanjuán, direction avec Jaume Bayarri

## Œuvres
- 1997 : Julia y la mujer desvanecida (« La Júlia i la dona desapareguda » en catalan), Madrid, Grupo Anaya; Barcelone, Barcanova, 1999 ; traduction portugaise, Don Quijote, 2000.
- 1999 :
  - Julia y el halcón maltés (« La Júlia i el falcó maltès »), Madrid, Anaya, 1999; Barcelone, Barcanova, 2000.
  - Julia y el meteorito desaparecido' (« La Júlia i la desaparició del meteorit »), Madrid, Anaya, 1999; Barcelone, Barcanova, 2000.
  - No t’enamoris mai d’un androide, Barcelone, Columna (ca).
- 2000 :
  - ¿ Dónde estás Ahmed ? (« On ets, Ahmed ? »), Madrid, Anaya, 2000 ; Barcelone, Barcanova, 2000.
  - Eva, busca un psicoleg (« Eva busca un buen psicólogo »), Barcelone, Columna, 2000; Barcelone, Éditions del Bronce, 2000.
  - Eva, ja tens quince anys i, aixó més que un problema, es una tragedia (« Eva, ya tienes quince años y eso, más que un problema, es una tragedia »), Barcelone, Columna; Barcelone, Éditions del Bronce, 2000.
  - Mi amigo el rey, avec Norberto Delisio, Madrid, Anaya.
- 2001 :
  - Eva, no pots anar a Berlin amb limusine Barcelone, Columna; Barcelone, Planeta, 2010.
  - Bob, Nick i Leo, Barcelone, Columna.
- 2002 : Caminar sobre gel, Barcelone, Columna; Caminar sobre hielo, édition castillane, Barcelone, Oxford/Planeta, 2005.
- 2004 :
  - Un año sin sexo, Barcelone, Ático.
  - Eva, què fas aquesta nit ? Barcelone, Columna.

### Critiques
Dans ¿ Dónde estás, Ahmed ?, le message central est l'acceptation des immigrés au sein de la population espagnole. Cet élément a été accueilli positivement par la critique,. Mais pour Nasima Akaloo, l'œuvre, malgré son attitude volontaire envers les immigrés, contient des éléments de « néo-racisme », en ce que le marocain est présenté comme distant et suspect, ce qui rend difficile le rapprochement entre les cultures.

## Distinctions
- Prix Columna Jove 2000 pour Bob, Nick i Leo.
- Prix Joaquim Amat-Piniella (ca) du roman historique 2001 pour Caminar sobre gel.
- Prix Ramon Muntaner 2004 pour Eva, què fas aquesta nit ?.